# Comuna Mohutnie
Mohutnie (în ucraineană Могутнє) este o comună în raionul Kirovohrad, regiunea Kirovohrad, Ucraina, formată din satele Avramivka și Mohutnie (reședința).

## Demografie
Componența lingvistică a comunei Mohutnie
     Ucraineană (97,2%)
     Română (1,22%)
     Rusă (1,09%)
     Alte limbi (0,48%)
Conform recensământului din 2001, majoritatea populației comunei Mohutnie era vorbitoare de ucraineană (97,2%), existând în minoritate și vorbitori de română (1,22%) și rusă (1,09%).